# ყ
Qar (ყარ), este cea de-a douăzeci și patra literă a alfabetului georgian.

## Transliterație
| Literă | Nume | Național | ISO 9984 | Laz | IPA  |
| ------ | ---- | -------- | -------- | --- | ---- |
| ყ      | qar  | Q' q'    | Q q      | Q q | /qʼ/ |

## Forme
| asomtavruli | nuskhuri | mkhedruli |
| ----------- | -------- | --------- |
|             |          |           |

## Reprezentare în Unicode
- Asomtavruli Ⴗ : U+10B7
- Mkhedruli și Nuskhuri ყ : U+10E7